# 富爾頓 (馬里蘭州)
富爾頓（英語：Fulton）是位於美國馬里蘭州霍華德縣的一個普查規定居民點。

## 人口
根據2020年美國人口普查的數據，富爾頓的面積為9.83平方千米，當中陸地面積為9.81平方千米，而水域面積為0.02平方千米。當地共有人口5916人，而人口密度為每平方千米601.83人。